# Микусь Михайло Ігорович
Микусь Михайло Ігорович (15 листопада 1991, с. Магдалівка — 20 січня 2025) — український військовик, поет, музикант, учасник російсько-української війни.

## Життєпис
Закінчив Тернопільську ЗОШ № 7; факультет філології та журналістики ТНПУ ім. В. Гнатюка. 
До війни працював в ЦК АЗОВ, ГО Сильна Галичина. 
Від початку повномасштабної війни був бійцем 5-ї окремої штурмової бригади Збройних сил України. 
Чин похорону — 28 січня 2025 року на кладовищі с. Магдалівка, поруч з могилою матері. 

## Творчість
Писав пісні та вірші, виступав у з концертами у рідному місті, був актором театру "Сузір'я". Фронтмен гурту D -force.
У 2023 році вийшла друком поетична збірка Михайла Микуся «Всесвіт тисячі мрій».

## Пам'ять
Ім'я Героя увічнено у Список тернополян, які загинули в російсько-українській війні (з 2014).